# Christine Magnuson
Christine Magnuson (nacida el 17 de octubre de 1985 en Tinley Park, Illinois) es una nadadora americana miembro de la delegación de los Estados Unidos en los Juegos Olímpicos de Pekín 2008. Ella compitió en la competencia estudiantil de la Universidad de Tennessee y cualificada para el equipo Olímpico en los 100 m mariposa de los EE. UU en los entrenamientos de Pre-Olímpicos. Posteriormente, Magnuson ganó la medalla de plata en la final, terminando detrás de Libby Trickett con la que Australia había ganado el oro en el récord Oceánico.

## Medallas
| Juegos Olímpicos de 2008                               | Juegos Olímpicos de 2008                               | Juegos Olímpicos de 2008                               | Juegos Olímpicos de 2008                               |
| Cuenta Final de Medallas: 2 (0 oro, 2 plata, 0 bronce) | Cuenta Final de Medallas: 2 (0 oro, 2 plata, 0 bronce) | Cuenta Final de Medallas: 2 (0 oro, 2 plata, 0 bronce) | Cuenta Final de Medallas: 2 (0 oro, 2 plata, 0 bronce) |
| ------------------------------------------------------ | ------------------------------------------------------ | ------------------------------------------------------ | ------------------------------------------------------ |
| Fecha                                                  | Evento                                                 | Tiempo Final                                           | Posición                                               |
| 11 de agosto                                           | 100 m Mariposa                                         | 0:57.10                                                | 2.ª                                                    |
| 17 de agosto                                           | 4×100 m relevo en equipos                              | 3:53.30                                                | 2.ª                                                    |